# Os etmoid

Oasele craniului (în paranteză numele latin):
1. Osul frontal (Os frontale)
2. Osul parietal (Os parietale)
3. Osul nazal (Os nasale)
4. Osul etmoid (Os ethmoidale)
5. Osul lacrimal (Os lacrimale)
6. Osul sfenoid (Os sphenoidale)
7. Osul occipital (Os occipitale)
8. Osul temporal (Os temporale)
9. Osul zigomatic (Os zygomaticum)
10. Osul maxilar (Maxilla)
11. Mandibula (Mandibula)

Etmoidul este un os median (nepereche) situat pe linia mediană a bazei craniului, în incizura etmoidală a frontalului. Are o forma complicată, care a fost comparată cu o balantă. Este format dintr-o lamă verticală foarte subțire, dispusă mediosagital, o lamă orizontală străbatută de numeroase gauri, doua mase laterale cu o forma cubică situate lateral și inferior de lama orizontală (aceste mase laterale conțin o serie de cavități, pline cu aer, numite celule etmoidale). Etmoidul este un os pneumatizat datorită celulelor prezente în masele laterale. El ia parte la formarea porțiunii anteromediane a bazei craniului, a cavităților orbitale și nazale. Lama orizontală umple scobitura etmoidală a frontalului și participă astfel la formarea bazei craniului si a bolții cavităților nazale. Lama vericală are o porțiune mică, situată deasupra lamei orizontale si alta, mai mare, care patrunde în cavitatea nazală și ia parte la formarea septului nazal. Masele laterale sau labirinturile etmoidale contribuie la alcatuirea peretelui etmoidal al cavităților nazale, respectiv la cea a pereților mediali ai orbitei.

## Orientare
Se așază superior porțiunea mai mică a lamei verticale si anterior marginea mai scurtă și mai groasă a acestei lame.

## Lama verticală
Este situată pe linia mediană, prezentând o poziție sagitală, fiind subdivizată de catre lama orizontală în două porțiuni: una situată deasupra ei și alta dedesubt.
- Porțiunea superioară, numită Crista Galli datorită asemănarii ei cu o creastă de cocoș se afla in cavitatea craniană. Este mai mică și are o forma triunghiulară. Baza triunghiului este situată la întâlnirea cu lama ciuruită. Înaintea crestei se gasește gaura oarbă a a frontalului. Marginea anterioară a crestei este mai scurtă și mai grosă, este dispusă aporoape vertical și se termina prin două prelungiri laterale situate posterior de gaura oarba, numite aripile crestei galli (Alae cristae galli). Aceste prelungiri completază în același timp gaura oarbă și se unesc apoi cu creasta frontalului. Marginea posterioară, descendentă patrunde în scizura interemisferică a creierului iar pe vârful rotunjit al crestei se inseră coasa creierului, o prelungire a durei mater.
- Porțiunea inferioară, numită lama perpendiculară (Lamina perpendicularis) este mai mare și are forma patrulateră. Ea coboară în cavitatea nazală, participând împreună cu vomerul și cu un cartilaj la formarea septului nazal.

## Lama orizontală
- Lamina orizontală sau ciuruită (Lamina cribrosa) are o formă dreptunghiulară, dispusă orizontal în scobitura etmoidală a frontalului. Posterior, marginea sa este articulată cu corpul sfenoidului.
- Separă cutia craniană de fosele nazale, constituind tavanul cavitătii nazale.
- Este împărțită de crista galli în două campuri adâncite anteroposterior în care se gasesc bulbii olfactivi ai creierului. Aceste campuri sunt străbătute fiecare de 25-30 de orificii (Foramina cribrosa) prin care trec fibre ale nervului olfactiv. Printr-unul din orificiile anterioare ale lamei trece nervul etmoidal anterior, ramura din trigemen împreuna cu vasele omonime spre cavitatea nazală și nasul extern.

## Labirintele etmoidale
Labirintele etmoidale sau masele laterale (Labyrinthus ethmoidalis) au o formă cibică și sunt dispuse între cavitățile nazale și orbite. Fiecare labirint prezintă șase fețe: anterioară, posterioară, superioară, inferioară, medială si laterală.
- Fața laterală sau orbitală (Lamina orbitalis)este plana si ia parte la formarea peretelui medial al orbitei, fiind dispusă intre urmatoarele oase: anterior osul lacrimal, posterior sfenoidul si palatinul, superior frontalul, inferior maxila.
- Fața medială ia parte la formarea peretelui lateral al cavității nazale. De pe această față se desprind spre medial două lame osoase paralele intre ele, dispuse orizontal și răsucite în formă de cornet de hârtie. Aceste lame se numesc cornete nzale: cornetul superior sau concha superioară (Concha nasalis superior) si cornetul mijlociu sau concha mijlocie (Concha nasalis media). Uneori mai exista un cornet suplimentar situat deasupra celorlalte cornetul suprem sau concha supremă (Concha nsalis suprema). Spațiile cuprinse între intre cornete si fața mediala a labirintului etmoidal se numesc meaturi nazale. Intre cornetul superior si cornetul mijlociu se delimitează meatul superior (Meatus nasi superior) în care se deschi celulele etmoidale posterioare. Între cornetul mijlociu si cornetul inferior se delimiteaza meatul mijlociu (Meatus nasi medius) în care se deschid celulele etmoidale mijlocii si anterioare, sinusul frontal si sinusul maxilar. Meatul mijlociu mai contine si alte elemente importante. Acestea sunt procesul: procesul uncinat, bula etmoidală, hiatul semilunar si infundibulul.
Procesul uncinat (Processus uncinatus) constituit dintr-o lama osoasa subțire ce strabate metaul mijlociu, oblic dinspre anterosuperior spre posteroinferior, traversand orificiul sinusului maxilar. În regiunea posteroinferioară a meatului mijlociu, procesul uncinat se articulează cu lama verticală a palatinului si cu cornetul inferior.
Bula etmoidală (Bulla ethmoidalis) este o celula etmoidală care proemină in regiunea posterosuperioară a meatului mijlociu, posterosuperior de procesul uncinat.
Hiatul semilunar (Hiatus semilunaris) este o despicatură situată între procesul uncinat si bula etmoidală. Prin hiatul semilunar se deschide sinusul maxilar.
Infundibulul etmoidal (Infundibulum ethmoidale), constitue regiunea extrema catre superior si anterior a meatului mijlociu. El este de fapt o continuare a canalului frontonazal, prin care sinusul frontal se deschide in meatul mijlociu.
- Fața anterioară a labirintului etmoidal prezinta niste semicelule care se contiunua cu semicelulele osului lacrimal.
- Fața posterioară a labirinului etmoidal prezinta și ea semicelule ce se completează cu semicelule ce aparțin corpului sfenoidului.
- Fața superioară a labirintului etmoidal prezinta semicelule care se completeaza cu cele ale frontalului. Intre aceste celule se gasesc doua sanțuri transversale care impreuna cu sanțurile corespunzatore de pe osul frontal formează doua canale prin care se realizeaza comunicarea dintre neurocraniu si orbită. Aceste canale sunt: canalul frontoetmoidal anterior si canalul frontoetmoidal posterior, care se deschid în orbită prin orificiile etmoidale anterior si posterior (Foramina ethmoidale anterior si Foramina ethmoidale posterior).
- Fața inferioară a labirintului etmoidal conține semicelule care se completează cu semicelulele maxilei si uneori cu ale osului palatin.